# Précontinent II
Précontinent II est le second projet de maison sous la mer réalisé par l'Équipe Cousteau en juin 1963. Ce projet a eu lieu sur le récif corallien de Shab Roumi - « le récif du chrétien » - en Mer Rouge au large du Soudan durant un mois.

## Structure
Précontinent II constitue une expérience plus importante que Précontinent I car dans ce cas-ci le projet comportait : 
- un garage en forme de dôme pour la soucoupe plongeante,
- un lieu d'habitation à 10 mètres de profondeur pour six hommes (Raymond Vaissière, Pierre Guilbert, Albert Falco, Pierre Vannoni, Claude Wesly, André Folco[1],[2]) durant un mois ; cette maison principale était surnommée l'« étoile à quatre branches » en raison de sa forme (elle comprenait une salle de séjour centrale où était établi le poste de contrôle et, dans ses quatre bras, des chambres à coucher, des laboratoires et des dépendances) ,
- un hangar pour les scooters,
- une maison à 25 mètres de profondeur pour deux hommes (Raymond Kientzy, André Portelatine) durant une semaine.

Ces structures, remorquées depuis la France, furent assemblées sur place.
Sur le plan des navires :
- la Calypso
- le Rosaldo

Les différents bâtiments étaient reliés entre eux et à la surface par téléphone et télévision, et le vaisseau de surface, le Rosaldo, fournissait l'énergie nécessaire au fonctionnement de l'appareillage électrique, ainsi que l'air comprimé destiné à maintenir à la valeur de deux atmosphères la pression intérieure.

## Héritage

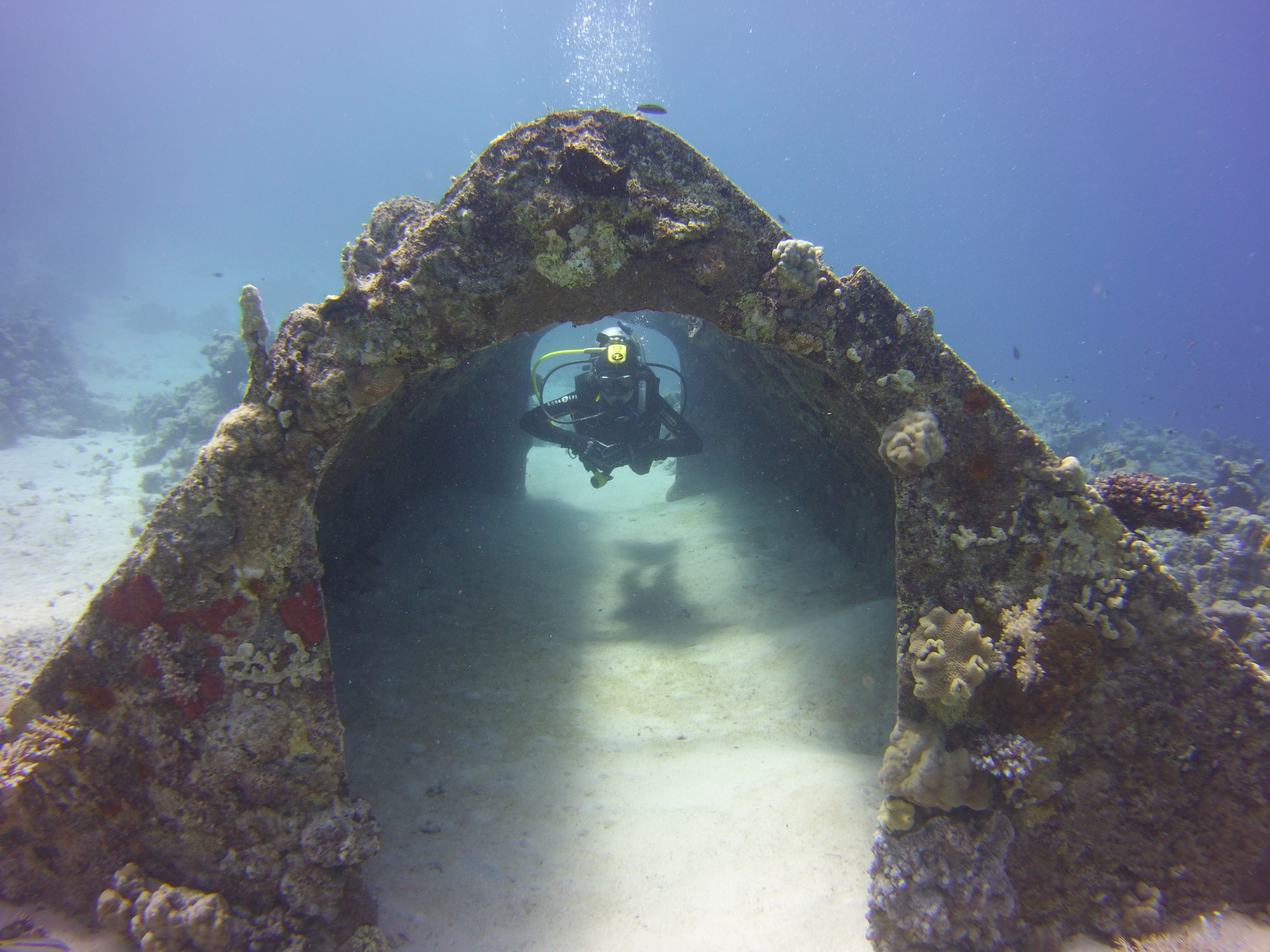
Précontinent II en 2017.

Il est précédé de Précontinent I et suivi par Précontinent III.
Le lieu est désormais un but de visite de pratiquants de plongée sous-marine.

## Film
Cousteau a réalisé un film, tourné lors de l'expérience et sorti en salle l'année suivante, en 1964 : Le Monde sans soleil.